# Феодосий II (патриарх Константинопольский)
Феодосий II (греч. Θεοδόσιος Β΄), светская фамилия Христианопулос греч. Χριστιανόπουλος; Крит, Османская империя — 1785, Константинополь, Османская империя) — патриарх Константинопольский (1769—1773.

## Биография
Родился на Крите, где был игуменом монастыря. Позднее служил настоятелем патриаршей соборной церкви Святого Георгия в Константинополе.
В 1755 году был избран епископом Иерисским и Святогорским, а в 1767 году был избран митрополитом Фессалоникийским, где прослужил до своего избрания патриархом Константинопольским 11 апреля 1769 года. Со временем избрания Феодосия II на патриарший престол совпало окончание т. н. Орловского восстания, безуспешность которого привела к началу репрессий в отношении греческого православного населения в Османской империи, оказавшего содействие русским войскам по благословению бывшего патриарха Серафима II и других представителей духовенства.
Будучи патриархом Феодосий приложил немало усилий для спасения от возможного разрушения монастырей Афона, оказывал содействие в освобождении пленных, поддерживал систему школьного образования и деятельность монастырей. В сотрудничестве с патриархом Иерусалимским Софронием V, ему удалось результативно противостоять экспансии Рима на Святой Земле. Наконец, он попытался найти примирительное решение по вопросу о Колливадах на горе Афон.
16 ноября 1773 года, после интриг митрополита Прусского Мелетия, он был вынужден уйти в отставку. На покое проживал в монастыре Камариотисса на острове Халки. В 1776 году, полностью потеряв зрение, он вернулся в Константинополь, где позднее скончался.